# زبان رامهرمزی
زبان رامهرمزی یکی از زبان‌های ایرانی است 
مهدی مرعشی می گوید : "مقدسی در مورد زبان رامهرمزی گفته که این زبان پیچیده است"